# Simon III. de Neauphle-le-Château
Simon III. de Neauphle-le-Château († 1165) war Herr von Neauphle-le-Château und Connétable von Frankreich.
1118 gründete er die Abtei Les Vaux-de-Cernay. Um 1150 wurde er, als Nachfolger von Mathieu I. de Montmorency, zum Connétable ernannt.